# Zapovednik Azas
Zapovednik Azas (Russisch: Азас государственный природный заповедник) is een strikt natuurreservaat gelegen in de Russische deelrepubliek Toeva in het zuiden van Oost-Siberië. De oprichting tot zapovednik vond plaats op 11 januari 1985 per decreet (№ 18/1985) van de Raad van Ministers van de Russische SFSR en heeft een oppervlakte van 3.338,84 km². Ook werd er een bufferzone van 900 km² ingesteld.

## Kenmerken
Zapovednik Azas is gelegen in het stroomdal van de gelijknamige rivier Azas en wordt omringd door de bergketens van zowel de Westelijke- als Oostelijke Sajan. Het reservaat is bergachtig en de vegetatie is daarom afhankelijk van de verticale zonering. Tussen 900 en 1.900 meter hoogte bevindt zich de bergtaigazone. Hierboven, tussen 1.900 en 2.600 meter hoogte bevindt zich de bergtoendrazone. Op de lagere hellingen, aan de zuidzijde van de gebergten, bevinden zich daarnaast ook enkele bergsteppefragmenten. Binnen het reservaat zijn negentien geografische objecten die als heilig worden gezien onder de lokale bevolking, waaronder het Azasmeer. Het Azasmeer, het meer waaraan het reservaat zijn naam dankt, strekt zich uit over een lengte van 20 km en is meer dan de helft van het jaar bevroren.

## Dierenwereld
De belangrijkste beschermde soort van het reservaat is de toevabever (Castor fiber tuvinicus), een ondersoort van de bever (Castor fiber) die endemisch is voor Toeva. Deze zeldzame ondersoort van de bever is opgenomen op de rode lijst van bedreigde soorten van de Russische Federatie en de Republiek Toeva. De oprichting van Zapovednik Azas hangt dan ook nauw samen met de beschermingsmaatregelen die voor de toevabever werden getroffen. Andere zoogdieren in Zapovednik Azas zijn bijvoorbeeld de sabelmarter (Martes zibellina), bruine beer (Ursus arctos), wolf (Canis lupus), Siberische wapiti (Cervus canadensis sibiricus), rendier (Rangifer tarandus valentinae) en eland (Alces alces).
In het reservaat zijn 236 vogelsoorten vastgesteld, waarvan er 138 tot broeden komen. Onder de zeldzame soorten bevinden zich de taigarietgans (Anser fabalis middendorffii), zeearend (Haliaeetus albicilla), visarend (Pandion haliaetus), bergsnip (Gallinago solitaria) en oehoe (Bubo bubo). De enige amfibieën die hier leven zijn de Siberische landsalamander (Salamandrella keyserlingii) en de heikikker (Rana arvalis).
In Zapovednik Azas zijn 944 vaatplanten vastgesteld, waartussen dertien soorten die gevoelig zijn en op de Russische rode lijst van bedreigde soorten staan, waaronder Rheum compactum, Fritillaria dagana, Stipa pennata, Cypripedium macranthos, het vrouwenschoentje (Cypripedium calceolus), spookorchis (Epipogium aphyllum) en kapjesorchis (Neottianthe cucullata).